# Ruukki (kommun)
Ruukki är en före detta kommun i landskapet Norra Österbotten i Uleåborgs län. Ruukki hade 4 479 resp. 4 499 invånare (per 31.12.2005 resp. 30.11.2006) och hade en yta på 779,89 km², varav 766,79 km² var landområden .
Ruukki var en enspråkigt finsk kommun.

## Administrativ historik
Kommunen Ruukki bildades den 1 januari 1973 genom sammanslagning av kommunerna Paavola och Revolax. 1 januari 2007 sammanslogs kommunen med Siikajoki för att bilda den nya kommunen Siikajoki.

## Politik

### Mandatfördelning i Ruukki kommun, valen 1976–2004
| 8 |  | 3 | 14 |  |

| 7 |  |  |  | 15 | 2 |

| 6 |  | 2 |  | 15 | 2 |

| 4 | 2 |  |  |  | 16 | 2 |

| 5 |  | 2 |  | 16 | 2 |

| 4 |  | 2 | 16 | 4 |

| 5 |  |  | 18 | 2 |

| 5 |  | 18 | 3 |

| 20 | 7 |